# Pauline Grabosch
Pauline Sophie Grabosch née le 14 janvier 1998 à Magdebourg, est une coureuse cycliste allemande, spécialiste des épreuves de vitesse sur piste. Elle est notamment quintuple championne du monde de vitesse par équipes en 2018, 2020, 2021, 2022 et 2023.

## Biographie
Elle détient les records du monde en catégorie junior du 500 mètres contre-la-montre féminin depuis les championnats du monde de cyclisme sur piste juniors 2016, avec un temps de 34 s 023, du 200 mètres départ lancé depuis mai 2016, et du 500 mètres par équipes départ arrêté avec Emma Hinze depuis août 2015. Elle remporte en 2016 le prix de cycliste allemande de l'année en catégorie juniors, et de sportive junior allemande de l'année (de). En 2018, elle est championne du monde de vitesse par équipes avec Kristina Vogel et Miriam Welte. 
Elle est à nouveau titrée à domicile, à Berlin en 2020, puis en France en 2021 et 2022. Lors de cette dernière victoire, le trio allemand bat à deux reprises le record du monde en réalisant finalement 45,967 secondes.

## Palmarès

### Jeux olympiques
- Paris 2024
  -  Médaillée de bronze de la vitesse par équipes

### Championnats du monde
| Édition / Épreuve              | 500 mètres | Keirin | Vitesse individuelle | Vitesse par équipes          |
| Astana 2015 (juniors)          | Or         |        |                      | Or                           |
| Aigle 2016 (juniors)           | Or         |        | Or                   |                              |
| Hong Kong 2017                 | 5e         | 21e    | 10e                  |                              |
| Apeldoorn 2018                 | 4e         |        | Bronze               | Or (avec Vogel et Welte)     |
| Pruszków 2019                  | 15e        |        |                      |                              |
| Berlin 2020                    | 4e         |        |                      | Or (avec Friedrich et Hinze) |
| Roubaix 2021                   |            |        |                      | Or (avec Friedrich et Hinze) |
| Saint-Quentin-en-Yvelines 2022 | 10e        |        |                      | Or (avec Friedrich et Hinze) |
| Glasgow 2023                   |            |        |                      | Or (avec Friedrich et Hinze) |

### Coupe du monde
- 2016-2017
  - Classement général du 500 mètres
  - 1re du 500 mètres à Apeldoorn
- 2017-2018
  - 1re de la vitesse à Minsk
  - 1re de la vitesse par équipes à Pruszków (avec Kristina Vogel)
  - 1re de la vitesse par équipes à Minsk (avec Emma Hinze)
- 2019-2020
  - 1re de la vitesse par équipes à Hong Kong (avec Emma Hinze)
  - 3e de la vitesse par équipes à Minsk
  - 3e de la vitesse par équipes à Glasgow

### Coupe des nations
- 2022
  - 1re de la vitesse par équipes à Milton (avec Emma Hinze et Lea Sophie Friedrich)
  - 2e du 500 mètres à Milton
- 2023
  - 1re de la vitesse par équipes à Jakarta (avec Emma Hinze, Alessa-Catriona Pröpster et Lea Sophie Friedrich)
  - 2e de la vitesse par équipes au Caire
- 2024
  - 2e de la vitesse par équipes à Hong Kong
- 2025
  - 3e de la vitesse par équipes à Konya

### Championnats d'Europe
| Épreuve / Édition                 | 500 mètres | Keirin | Vitesse individuelle | Vitesse par équipes                    |
| Athènes 2015 (juniors)            | Argent     |        | Argent               | Or (avec Emma Hinze)                   |
| Saint-Quentin-en-Yvelines 2016    | Argent     |        | 5e                   |                                        |
| Anadia 2017 (espoirs)             | Or         |        | Argent               |                                        |
| Berlin 2017                       | Argent     | 7e     |                      | Argent                                 |
| Fiorenzuola d'Arda 2020 (espoirs) | Argent     |        | Argent               | Or (avec Friedrich et Pröpster)        |
| Granges 2021                      | Argent     |        |                      | Argent (avec Friedrich et Pröpster)    |
| Munich 2022                       | 5e         |        |                      | Or (avec Friedrich et Hinze)           |
| Granges 2023                      | 5e         |        | Argent               | Or (avec Friedrich, Hinze et Pröpster) |
| Apeldoorn 2024                    | Bronze     |        |                      | Or (avec Friedrich et Hinze)           |
| Heusden-Zolder 2025               |            |        |                      | Bronze (avec Friedrich et Schneider)   |

### Championnats nationaux
- Championne d'Allemagne de vitesse par équipes en 2016, 2017; 2023 et 2024